# Квадрупольная линза
Квадрупо́льная ли́нза — устройство для фокусировки пучков заряженных частиц с помощью магнитного или реже электрического поля в виде квадрупольной конфигурации.

## Поле квадрупольной линзы

Схема поперечного сечения квадрупольной линзы

Магнитные силовые линии идеализированной квадрупольной линзы в плоскости перпендикулярной к направлению движения частиц. Красные стрелки показывают направление вектора магнитной индукции, синие стрелки указывают направление силы Лоренца, действующей на положительно заряженную частицу, влетающую в линзу перпендикулярно плоскости рисунка сверху.

Предположим, что надо сфокусировать пучок частиц по одной из координат, то есть частица с отклонением {\displaystyle x} должна испытывать силу, направленную к оси пучка, пропорциональную её отклонению: {\displaystyle \Delta x'=P\cdot x={\frac {\int H_{y}(x,s)ds}{pc}}.} Иными словами, компонента магнитного поля линзы, перпендикулярная к направлению движения частицы, должна иметь линейную зависимость от поперечной координаты {\displaystyle H_{y}(x)=G\cdot x.} Если  линза бесконечно длинная, то есть задача сводится к двумерному частному случаю, то продольная компонента поля отсутствует. Тогда из уравнений Максвелла в вакууме следует связь между компонентами поля: {\displaystyle rot{\vec {H}}=0\to {\frac {\partial H_{x}}{\partial y}}-{\frac {\partial H_{y}}{\partial x}}=0.} Скалярный потенциал в этом случае имеет вид:
{\displaystyle \Psi (x,y)=G\cdot xy,}
и при этом фокусировка потока частиц по одной из координат ведёт к эквивалентной дефокусировке по второй координате.

## Классическая квадрупольная линза
Распределение поля в вакууме полностью определяется граничными условиями. Рассмотрим эквипотенциаль квадрупольного поля: {\displaystyle G\cdot xy=const}. Это гипербола. Таким образом, если изготовить полюса магнита в форме гиперболы из магнитомягкого материала с высокой магнитной проницаемостью {\displaystyle \mu \gg 1}, то они создадут эквипотенциальнyю поверхность, задающую правильные граничные условия. Для идеального квадрупольного поля ветви гиперболы должны тянуться вдоль осей перпендикулярных движению частицы на бесконечность. В реальности они обрываются, так как имеются токовые обмотки, это вызывает искажение идеального поля, снижающее качество фокусировка. Но при соблюдении 4-осевой симметрии разрешены лишь мультипольные поправки высокого порядка {\displaystyle H_{y}(x)=G\cdot x+h_{5}\cdot x^{5}+h_{9}\cdot x^{9}+\dots }. Небольшими изменениями гиперболического профиля сечения полюсных наконечников можно добиться подавления мультипольных поправок.

## Линза Панофского
Квадрупольная линза, в которой распределение тока формируется не железным полюсом, а распределением тока. Впервые предложена В.К.Х. Панофским в 1959 году. Если в прямоугольном «окне» железного ярма вдоль стенок расположить бесконечно тонкие токовые пластины с равномерным распределением тока, то можно показать, что внутри окна зависимость поля будет линейна по поперечной координате.

## Сверхпроводящая линза
Сверхпроводники используются, как правило, для магнитных элементов с большим полем, при котором железо «тёплых» магнитов насыщается и перестаёт определять конфигурацию магнитного поля. Поэтому в сверхпроводящих линзах конфигурацию поля также задаёт распределение тока. Чаще всего используются так называемые «косинусные обмотки»: на поверхности цилиндра располагаются продольные витки обмотки, так чтобы в поперечном сечении линейная плотность тока была пропорциональна {\displaystyle cos(\theta )}. В этом случае внутри цилиндра поле будет квадрупольным.